# Sergio Cigada
Sergio Cigada (Milano, 7 febbraio 1933 – Milano, 8 marzo 2010) è stato un francesista e editore italiano.

## Biografia
Compì gli studi universitari all'Università Cattolica del Sacro Cuore alla scuola di Raffaele De Cesare, con il quale si laureò nel 1956 con una tesi su Flaubert. Nel 1958/59, dopo aver prestato servizio militare, fu borsista del Governo francese presso l'Università di Parigi; dal 1959 al 1962 fu lettore di Lingua francese presso l'Università Cattolica di Milano, ove divenne libero docente di Lingua e letteratura francese nel 1962; successivamente fu incaricato di Lingua e letteratura francese presso l'Università degli Studi di Parma e l'Università Cattolica di Milano dal 1962 al 1968. Nel 1968 divenne professore ordinario di Lingua e letteratura francese all'Università Cattolica. Fu preside della Facoltà di Magistero dal 1973 al 1983; pro-rettore dal 1983 al 1986; direttore del dipartimento di Lingue e letterature straniere dal 1986 al 1990; preside della Facoltà di Lingue e letterature straniere (ora Facoltà di Scienze linguistiche e letterature straniere) dal 1990 al 31 ottobre 2008. Era professore emerito dal 2009.
Dirigeva dal 1979 il centro di Linguistica dell'Università Cattolica; era membro del Comitato di direzione delle riviste “Studi Francesi”, “L'analisi linguistica e letteraria”, “Studies in Communication”, “Plaisance”. Nel 1993 venne nominato membro del Comitato Ordinatore per le Facoltà di Lugano dell'Università della Svizzera Italiana, dove fu professore per molti anni.
Nel 1993 acquistò da Massimo Pini la SugarCo Edizioni.
Sposato con Maria Luisa Lucca, tre figli, aveva ricevuto dall'ambasciatore francese Loïc Hennequine l'onorificenza di Cavaliere dell'Ordine Nazionale al Merito della Repubblica Francese il 17 dicembre 2003.
È sepolto in Valcuvia nel cimitero di Cuvio (VA) nella cappella di famiglia.